# Biarritz (Uruguay)
Biarritz es un balneario uruguayo del departamento de Canelones. Forma parte del municipio de La Floresta.

## Ubicación
El balneario se encuentra localizado al sur del departamento de Canelones, sobre las costas del Río de la Plata, a la altura del km 70 de la ruta Interbalnearia. Forma parte de la denominada Costa de Oro y limita al este con el balneario de Cuchilla Alta y al oeste con el balneario de Santa Lucía del Este.

## Población
Según el censo de 2011 el balneario contaba con una población de 57 habitantes.
| 14            | 6 | 13 | 20 | 27 | 57 |
| (Fuente: INE) |   |    |    |    |    |